# マッフル炉

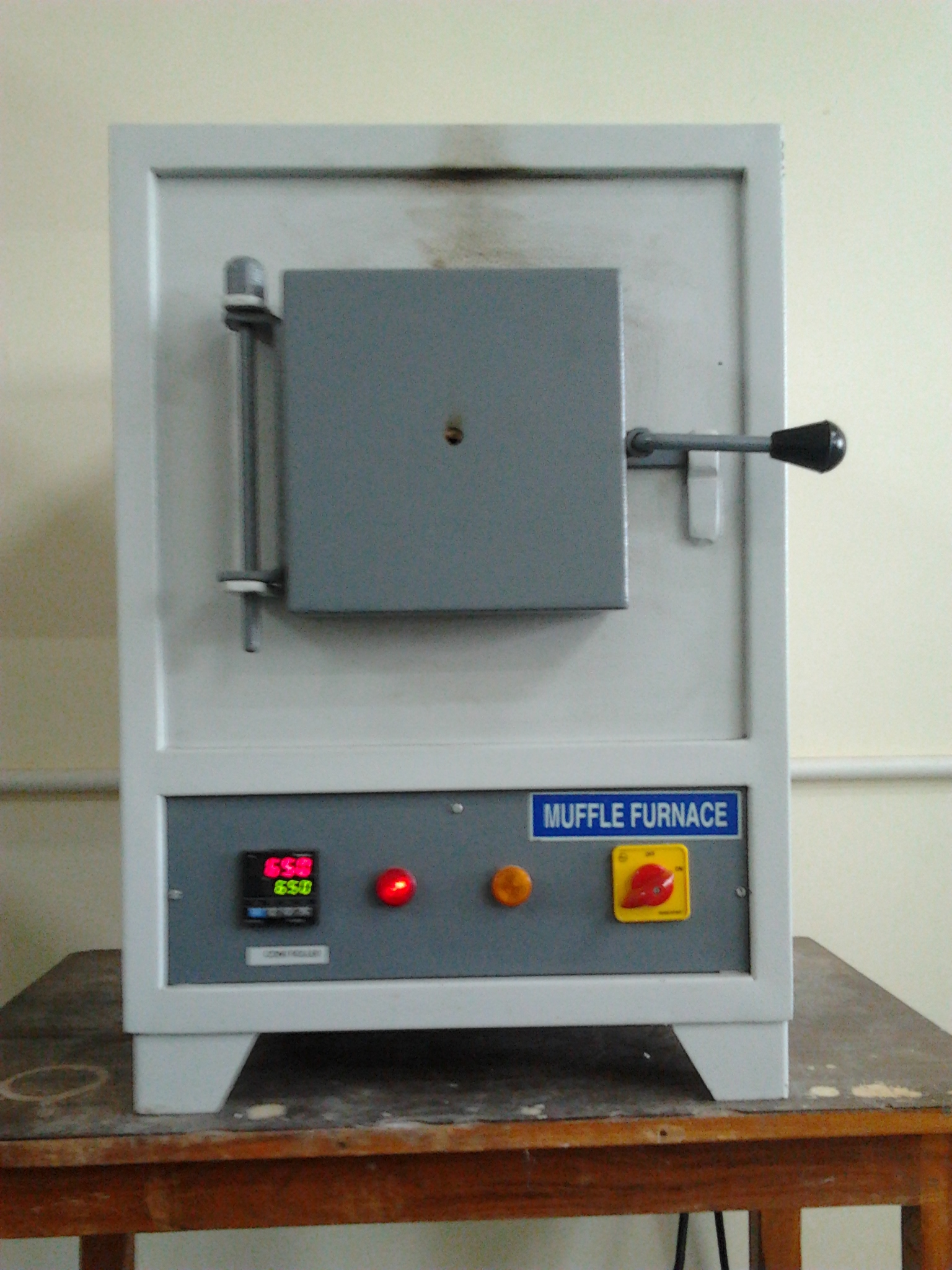
高温マッフル炉。最大温度は1473 K。

マッフル炉（マッフルろ、英: muffle furnace）とは、加熱対象が燃料およびガスや灰を含む燃焼生成物と隔離されている炉である。歴史的文脈ではレトルト炉（retort furnace）と呼ばれることもある。高温電熱器具が開発され電力網が広がるにつれ、電気炉化が急速に進んだ。温度制御しやすい特徴がある。
今日、マッフル炉は（通常）前扉式の箱型オーブンもしくは窯型の、ガラスの融解やエナメル被覆の作成、製陶やはんだづけ、ろう付けなどの高温プロセス用の炉である。化学研究などの現場で資料の非燃焼および非揮発成分（例: 灰）の割合を求めるなどの用途で使われることもある。RS-232  インターフェースをもち、傾斜加熱や焼結などの温度制御をプログラム可能なデジタル制御器を備えるものもある 。また、二ケイ化モリブデンなど加熱要素用材料の進歩によっ て 1800 ℃ まで高温化が進んでおり、より高度な冶金技術への応用も可能となってきている。
マッフル炉という用語は、前述の箱型炉と原理はほとんど一緒だが、連続圧延プロセス用の長大かつ幅広な炉を指すこともある。
どちらの炉でも、希望の温度までは電熱線からの熱伝導、対流、もしくは黒体放射により熱せられる。したがって、通常は温度制御系に燃焼がかかわることはなく、これにより温度の均一性が格段に上昇し、また燃焼副生成物の影響を排することができる。